# Dino Bruni
Dino Bruni (ur. 13 kwietnia 1932 w Portomaggiore) – włoski kolarz szosowy, wicemistrz olimpijski oraz brązowy medalista mistrzostw świata.

## Kariera
Największy sukces w karierze Dino Bruni osiągnął w 1952 roku, kiedy wspólnie z Giannim Ghidinim i Vincenzo Zucconellim zdobył srebrny medal w drużynowym wyścigu ze startu wspólnego podczas igrzysk olimpijskich w Helsinkach. Na tych samych igrzyskach Włoch został sklasyfikowany na piątej pozycji w rywalizacji indywidualnej. Na rozgrywanych trzy lata później szosowych mistrzostwach świata we Frascati zdobył brązowy medal w wyścigu ze startu wspólnego amatorów, ulegając jedynie dwóm rodakom: Sante Ranucciemu i Lino Grassiemu. Wystartował również na igrzyskach olimpijskich w Melbourne w 1956 roku, gdzie był czwarty w drużynie, a indywidualnie zajął 28. miejsce. Ponadto w 1959 roku wygrał Tre Valli Varesine, w latach 1961 i 1963 zwyciężał w Coppa Sabatini, a w 1961 roku był najlepszy w Giro della Provincia di Reggio Calabria. Bruni wygrał również trzy etapy Tour de France w dwóch różnych edycjach, najlepszy wynik osiągając w 1959 roku, kiedy zajął 64. miejsce w klasyfikacji generalnej. Rok później wystartował w Giro d'Italia wygrywając dwa etapy, jednak ostatecznie zajął 91. miejsce. W zawodowym peletonie startował w latach 1956–1964.